# 竹內均
竹内 均（たけうち ひとし、1920年7月2日—2004年4月20日），日本地球物理學者、東京大學名譽教授、理學博士、科學啓蒙家。科學雜誌《牛頓雜誌》首任主編。

## 生平
1920年7月2日，竹内均出生於福井縣大野市。在就讀大野中學校，因讀了寺田寅彦所寫《茶碗中的湯》（茶碗の湯）而對地球物理學產生興趣。
1943年，畢業於東京帝國大學理學部地球物理學科。1948年，東京大學理學部研究所完成學業。1949年以地球潮汐的研究取得理學博士的學位。
1963年，成為東京大學教授，作為坪井忠二在地球物理第2講座的繼任者。強烈關心大陸漂移學說。
1981年4月，自東京大學退休。參與創刊《牛頓雜誌》，致力於科學普及。
1981年5月，被東京大學授予名譽教授的稱號。
1994年，獲得勲三等旭日中綬章（教育研究功勞）。
2004年4月20日，因心臟衰竭在國立醫院機構東京醫療中心逝世。

## 外部連結
- Newton Press Web （页面存档备份，存于）
- 竹内　均先生のご逝去を悼む